# コンドルマン (1981年の映画)
『コンドルマン』（Condorman）は1981年のアメリカ合衆国の映画。ウォルト・ディズニー・プロダクション製作。監督はマーク・スターディヴァント。出演はマイケル・クロフォードなど。日本では劇場未公開だが、過去にVHS（バンダイ版）で字幕版として販売された。ただし現在では、米国や英国などでDVD化されたものの、日本ではまだされていない。

## ストーリー
コミック雑誌のヒーローである「コンドルマン」の生みの親である漫画家ウディ・ウィルキンズ（マイケル・クロフォード）は、コンドルマンの「パリ活躍篇」を書くためにたまたまパリにやってきていた。パリでのウディのルームメイトは、CIAで働く文書整理係のハリー（ジェームズ・ハンプトン）。彼のたっての頼みで、ウディはある文書を仲間のスパイに渡すためにイスタンブールへ向かう。もともとマンガのネタさがしに行き詰っていたウディは、この願ってもいない冒険に喜んで参加する。その文書をナターリア（バーバラ・カレラ）というKGBの女エージェントに渡す。彼女の暗号名は「ベアー」という。その時のウディの活躍にすっかり虜になったナターリアは、「西側へ寝返るならこの男を通して。」と、彼への連絡をCIAにとることにした。その暗号名は「コンドルマン」。漫画の主人公「コンドルマン」は実在するのかとCIAは大騒ぎになる。かくして、いつの間にか「コンドルマン」に仕立てられたウディは、自分の書くコミック雑誌のヒーローそこのけの大活躍をするようになる。

## キャスト
| 役名         | 俳優                         |
| ------------ | ---------------------------- |
| ウディ       | マイケル・クロフォード       |
| ナターリア   | バーバラ・カレラ             |
| クロコフ     | オリヴァー・リード           |
| ハリー       | ジェームズ・ハンプトン       |
| モロヴィッチ | ジャン＝ピエール・カルフォン |